# Aflaadcontract
Een aflaadcontract, of afschrijfpolis, is een conditie in een transportverzekering, waaronder bepaalde goederen met een bepaald vervoermiddel over een bepaald traject vervoerd, zijn gedekt.
Bij een aflaadcontract kan de verzekerde volstaan met vermelding van alle zendingen die onder het aflaadcontract vallen (met routeomschrijving en waarde) in een register en periodieke toezending aan de verzekeraar van deze registratie. De verzekeraar berekent dan (achteraf) de verschuldigde premie.
Dit systeem houdt een duidelijke beperking van administratieve handelingen in en wordt vooral bij zeetransporten veelvuldig toegepast. 